# Beendorf
Beendorf är en kommun och ort i Landkreis Börde i förbundslandet Sachsen-Anhalt i Tyskland.
Kommunen ingår i förvaltningsgemenskapen Flechtingen tillsammans med kommunerna Altenhausen, Bülstringen, Calvörde, Erxleben, Flechtingen och Ingersleben.